# Dosser

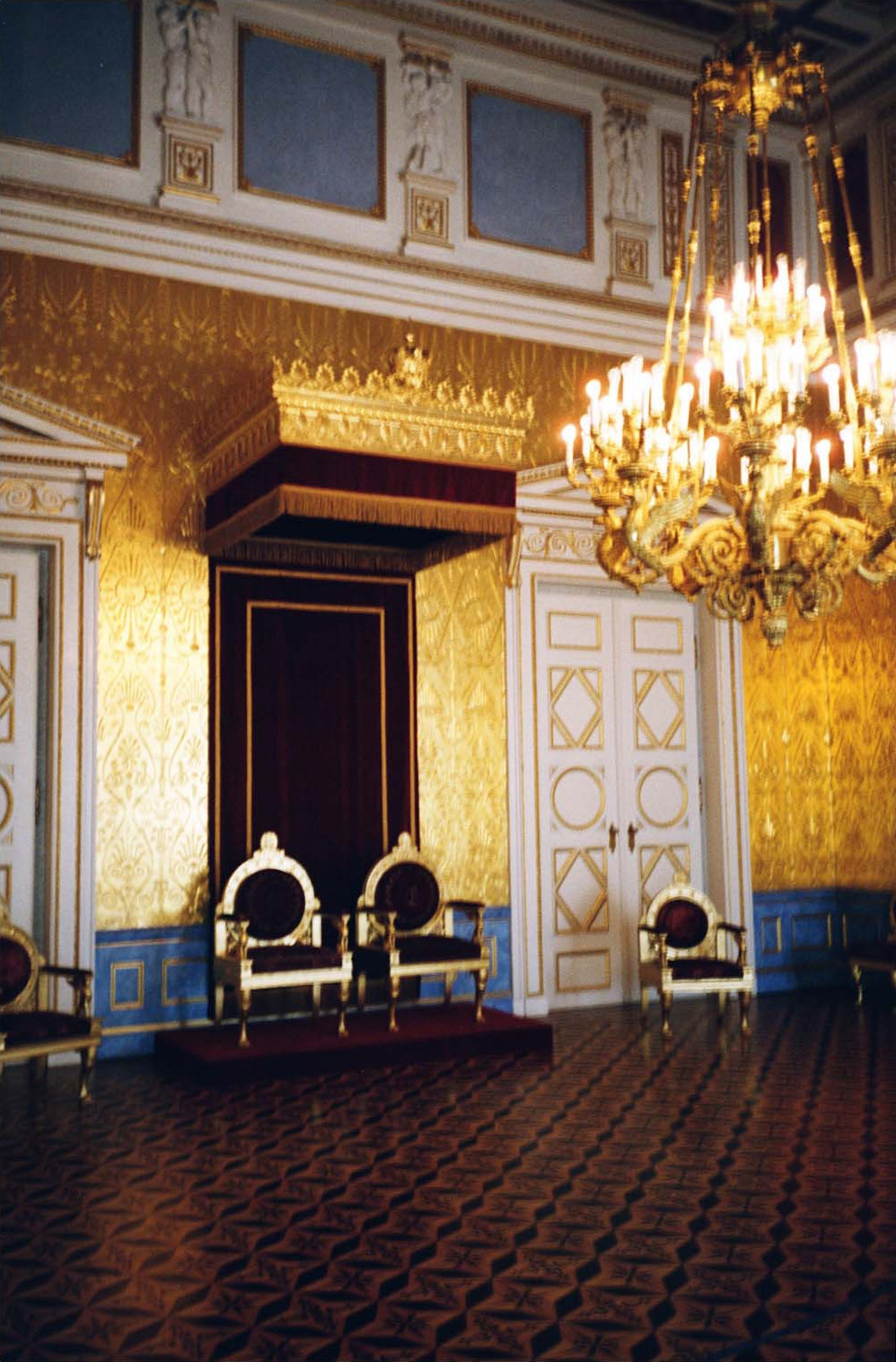
Exemple de dosser sobre un tron reial

Un dosser (del francès dos 'esquena', emparentat amb el català dors) és una roba ornamental eclesiàstica, que consta d'una gran tela quadrada o rectangular, sostinguda per quatre o més astes i que es caracteritzen per cortines o decoracions al voltant. Aquest element té la funció d'enaltir i rendir honor als objectes sagrats (l'altar major de la catedral, etc.) o al seient dels grans personatges (reis, prínceps, cardenals, bisbes, marquesos, etc.), o fins i tot per conferir protecció al lateral del llit de gent important.
En arquitectura, el dosser es defineix com a aquella estructura, sostinguda per columnes, que es troba per sobre d'un monument o un lloc des d'un punt de vista ritual. Dins una església, un dosser rígid és un baldaquí.

## Història
Com a element complementari del llit, el dosser es va difondre a finals de l'edat mitjana i el Renaixement, en una època en la qual aquest tipus de mobiliari era prou extravagant i exclusiu. Al segle xvi van néixer diversos tipus, com el model “amb cortines ” que va substituir al marc, i el dosser es va mantenir en auge fins al segle xviii, gràcies a la creativitat dels francesos amb els famosos lit à la duchesse utilitzats en el llit de Maria Antonieta a Fontainebleau, i després d'una breu fase fosca, va reprendre la seva importància almenys fins al final del segle xix.
A l'Edat Mitjana, un dosser hieràtic de l'estat o un drap de l'estat fou penjat sobre el seient d'un personatge de prou prestigi, com a símbol d'autoritat. El seient sota un dosser d'estat es va elevar sobre una tarima. Emperadors i reis, ducs i bisbes s'atorgaven aquest honor.
Aquest element es pot trobar representat en altre àmbits com una il·luminació d'uns manuscrits del segle xv, on el sobirà Gran Mestre dels Cavallers Hospitalaris de Rodes es troba en estat de rebre una còpia de la representació del llibre de l'autor. El seu seient s'alça sobre una estrada coberta de catifes i recolzat amb una dosser ricament bordat.

## Altres funcions
El dosser també pot ser utilitzat en les processons, incloses les entrades reials, coronació o seguicis fúnebres, per indicar l'estat de l'elit de la persona que cobreix.

## Materials
Aquests tendals poden ser de qualsevol material, des de la mussolina de brocat, o fins i tot elaborats amb materials menys flexibles.